# George Romney

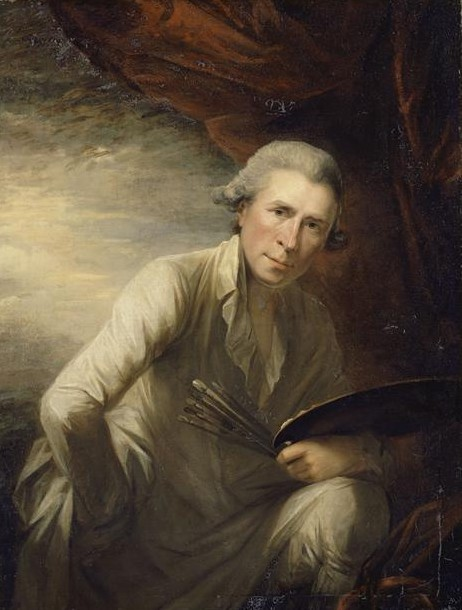
George Romney, zelfportret

George Romney (Dalton-in-Furness, 15 december 1734 – Kendal, 15 november 1802) was een Brits kunstschilder. Hij wordt gerekend tot het classicisme en werd vooral beroemd door zijn grote reeks portretten van Emma Hamilton.

## Leven en werk
Romney stamde uit een kunstschildersfamilie en leerde het vak in het atelier van zijn vader. Hij huwde in 1756 en begon een jaar later zijn eigen atelier. Vijf jaar later trok hij zonder zijn vrouw en dochter naar Londen, waar hij uitgroeide tot een vooraanstaand portretschilder. Tussen 1763 en 1772 had hij veel succes op belangrijke exposities en werd hij diverse malen onderscheiden, onder meer door de Royal Academy of Arts voor zijn schilderij The Death of General Wolfe.
Van 1773 tot 1775 verbleef Romney met zijn vriend Ozias Humphry in Rome, waar hij onder invloed kwam van het classicisme en de rococo. Na zijn terugkeer vestigde hij zich opnieuw in Londen. In 1782 leerde hij daar Emma Hamilton kennen, die snel zijn muze werd en in de jaren daaropvolgend talloze malen voor hem model stond. Deze portretten zouden uiteindelijk zijn bekendste werk worden.
Romney was verder een belangrijk kunstverzamelaar, met name van Oud-Romeinse voorwerpen. De beeldhouwer John Flaxman maakte in zijn opdracht diverse afdrukbeelden van Oud-Romeinse beelden.
In zijn laatste levensjaren leed Romney aan zware depressies en neurosen. Op zijn 65e stopte hij met schilderen en keerde terug naar zijn familie. Hij stierf in 1802, op 68-jarige leeftijd.

## Portretten van Emma Hamilton

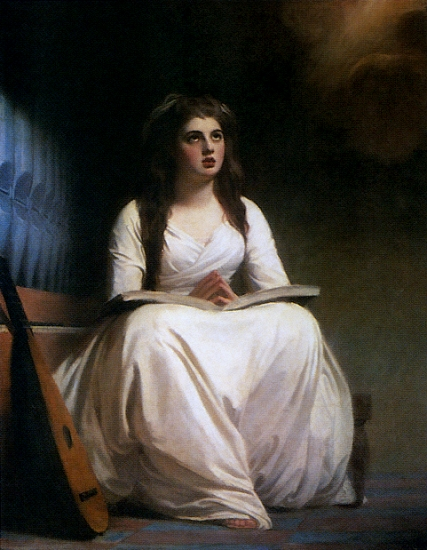
St Cecilia
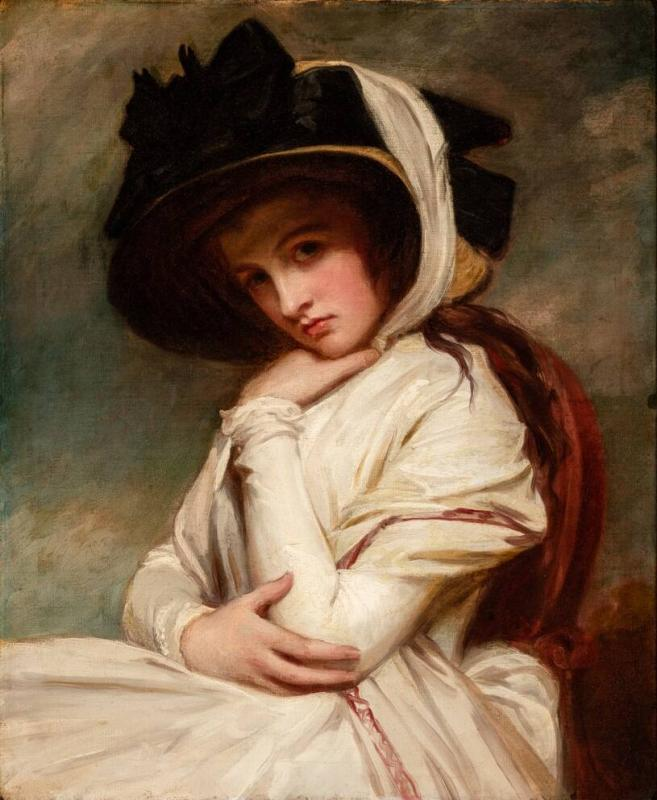
Emma Hart in a Straw Hat
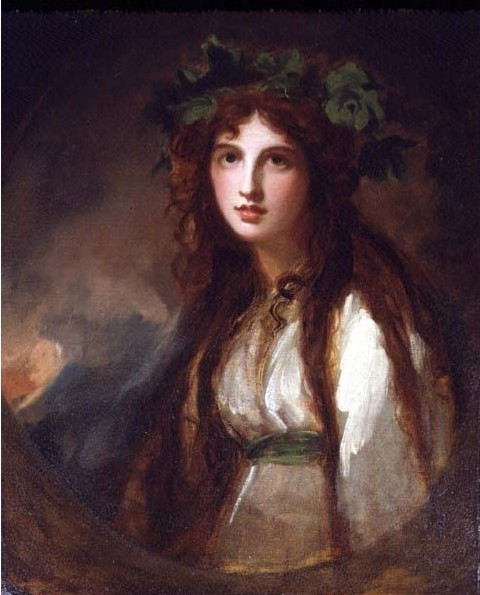
Bacchante
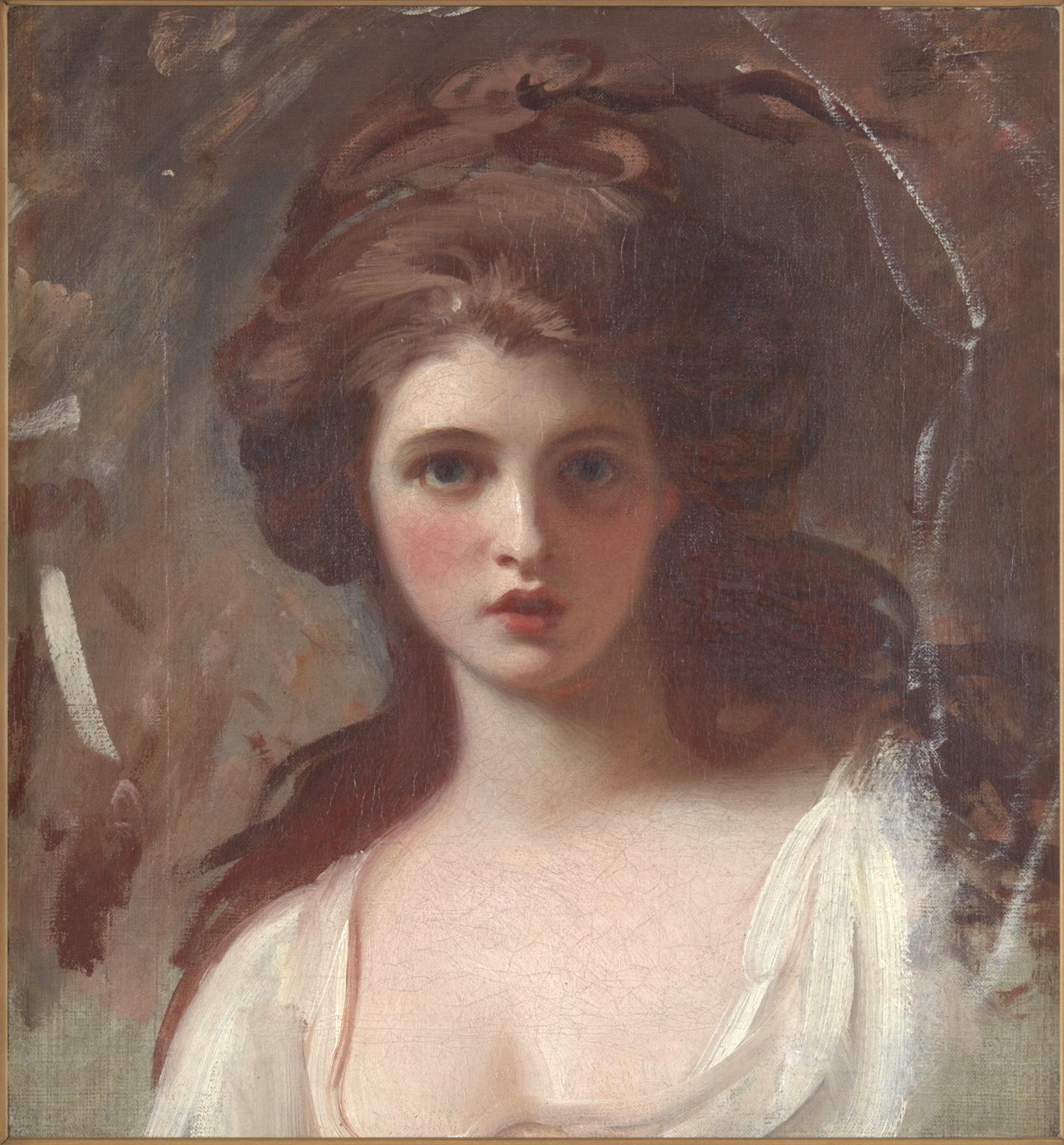
Circe
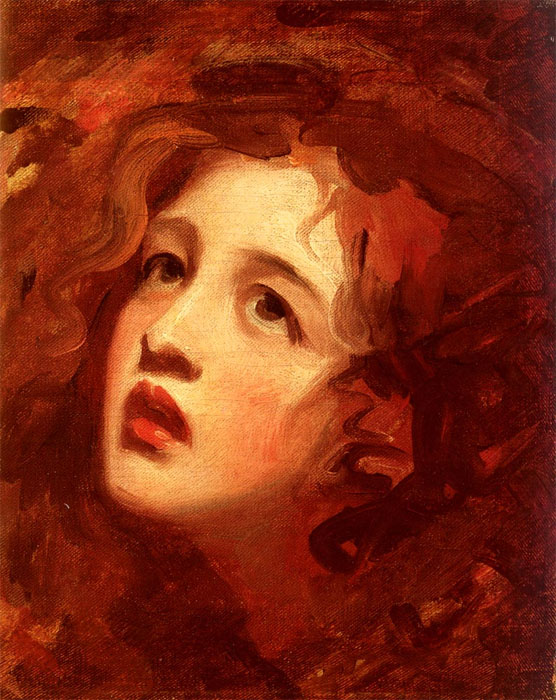
Miranda

## Ander werk van Romney

Miss Constable
Portrait of Miss Willoughby,
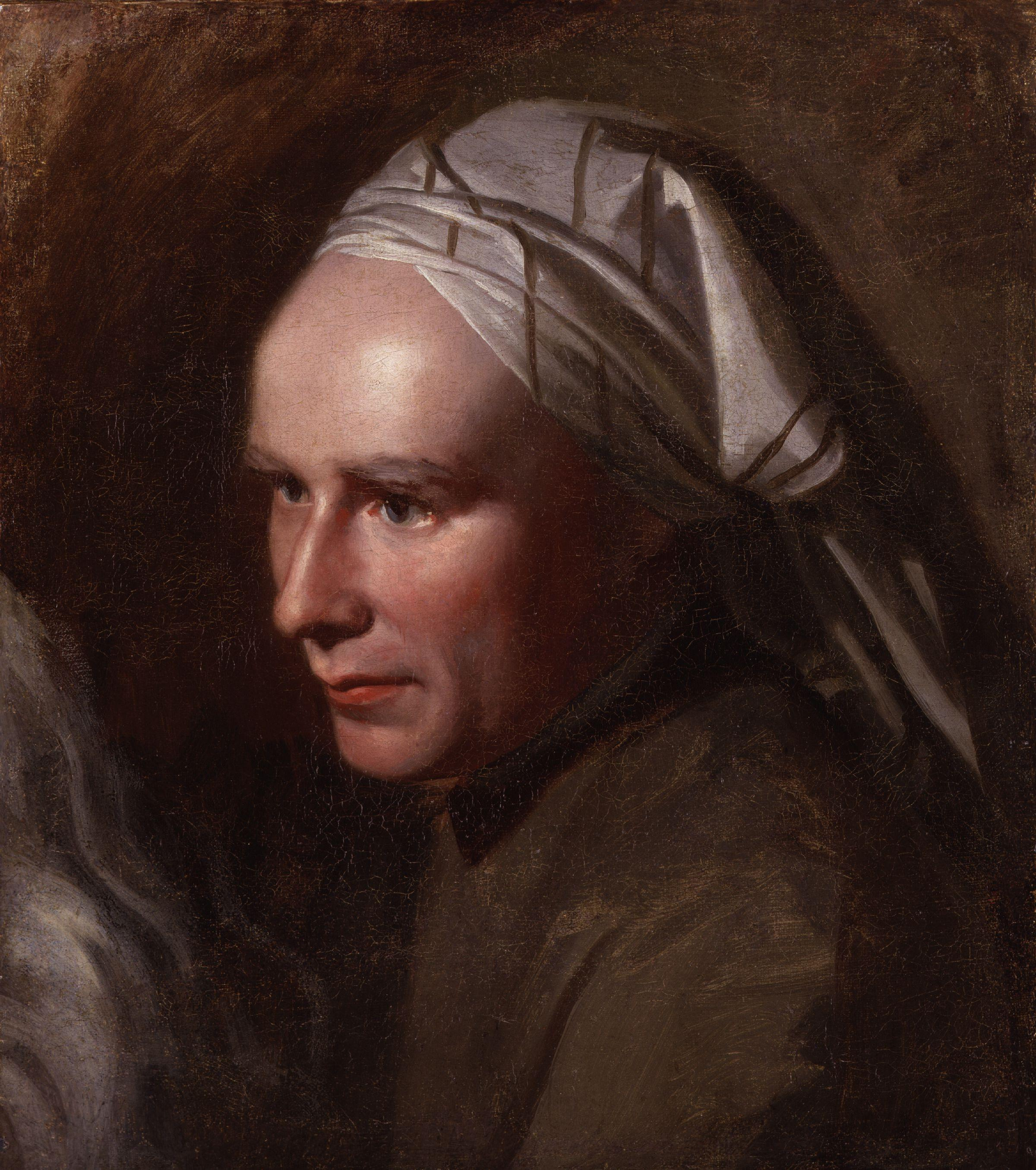
William Cowper
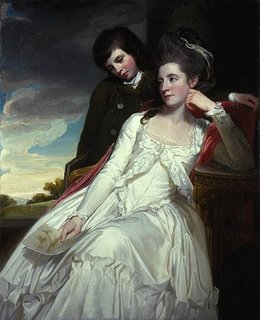
Jane Duchess of Gordon
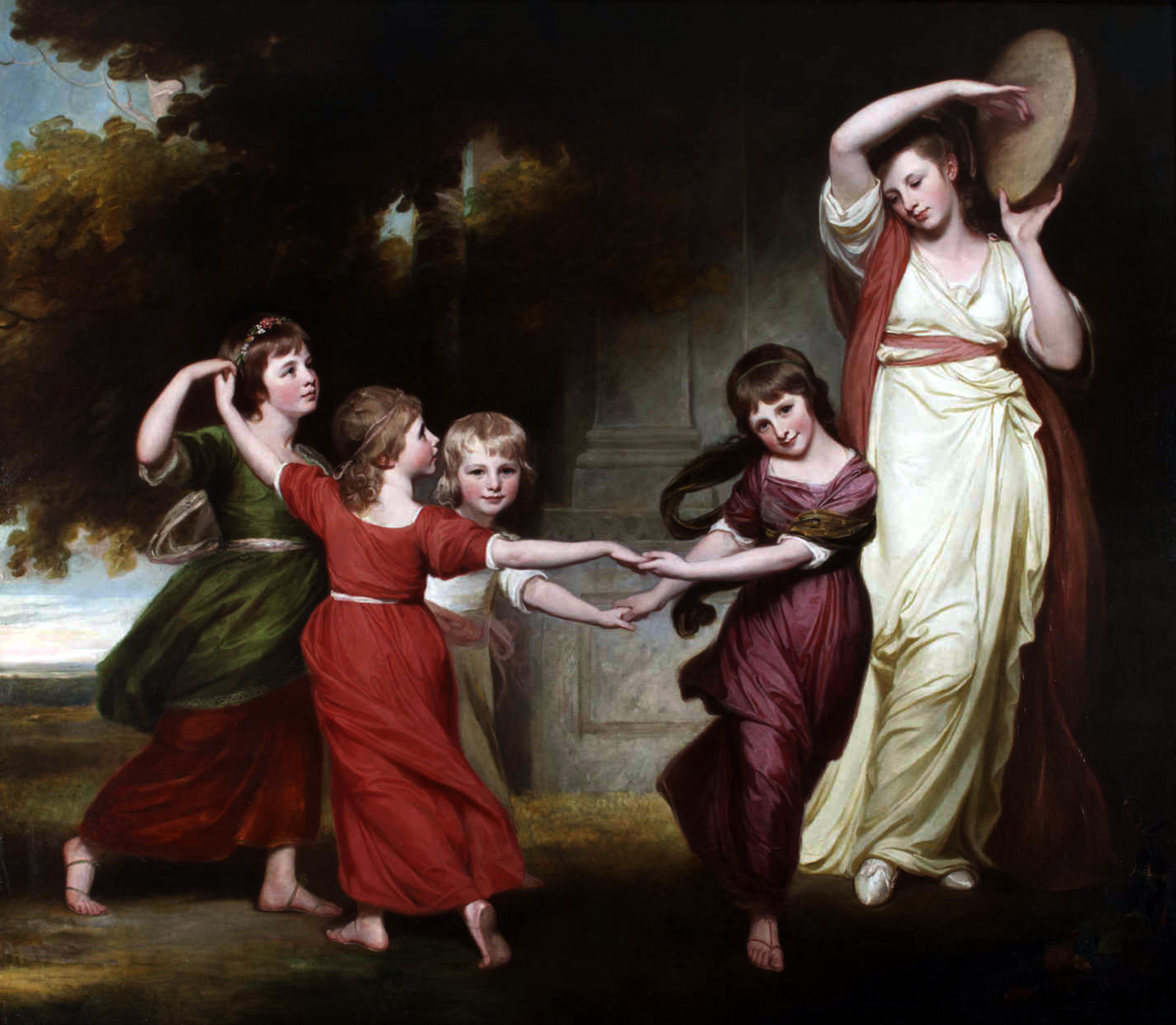
Granville Leveson-Gower´s children